# Mary Travers
Mary Allin Travers (Louisville, Kentucky, 1936. november 9. – Danbury, Connecticut, 2009. szeptember 16.) amerikai énekes-dalszerző, Peter Yarrow és (Noel) Paul Stookey mellett a Peter, Paul and Mary folk-pop együttes tagja. A Peter, Paul and Mary az 1960-as évek egyik legsikeresebb folkegyüttese volt.
Ellentétben a legtöbb folkzenésszel, akik a korai 1960-as években Greenwich Village zenei életében szerepet játszottak, Travers valóban New York ezen városrészében nőtt fel.

## Gyermekkora és iskolái
Mary Travers a Kentucky állambeli Louisvilleben született Robert Travers és Virginia Coigney gyermekeként, akik mindketten újságírók voltak és a The Newspaper Guild szakszervezet szervezői voltak.
1938-ban a család a New York-i Greenwich Village-be költözött. Travers a Little Red School Houseba járt, de a 11. évfolyamban félbehagyta tanulmányait, hogy énekesi karrierjét építse.

## Énekesi pályafutása
Középiskolás korában csatlakozott a The Song Swappershez, amely Pete Seeger mögött énekelt, amikor a Folkway Records 1955-ben újra kiadta a talking Union című dalgyűjteményt. A The Song Swappers négy albumot rögzített a Folkway Records kiadónál, mindegyiket Seegerrel. Travers az éneklést hobbijának tekintette, és kevés önbizalma volt hozzá, de zenésztársai bátorították.
A The Next President című Broadway előadás szereplőgárdájának is tagja volt.
A Peter, Paul and Mary nevű együttes 1961-ben alakult, és azonnal sikert aratott. Menedzserük, Albert Grossman egyben Bob Dylan menedzsere is volt. Dylan Don't Think Twice, It's All Right című dalával elért sikerük segített Dylan Freewheelin' című albumát a top 30-ba juttatni, négy hónappal a megjelenése után.
Az Associated Press gyászjelentése szerint:

Az együttes első albuma, a Peter, Paul and Mary 1962-ben jött ki, és azonnal slágereket termett If I Had a Hammer- és Lemon Tree-verzióikkal. Az előbbi Grammy-díjakat hozott nekik a legjobb folk felvétel és a legjobb énekegyüttes-teljesítmény kategóriájában.

Következő albumuk, a Moving tartalmazta az elveszített ártatlanság slágerét, a Puff (The Magic Dragon)-t, ami a listák második helyéig jutott, és egyes azóta alaptalannak bizonyult értelmezések szerint a marihuánához írt óda volt.

A trió harmadik albuma, az In the Wind a 22 éves Bob Dylan három dalát is tartalmazta. A Don't Think Twice, It's All Right és a Blowin 'in the Wind bekerült a top 10-be, és Dylan szerzeményeit széles közönséghez juttatta el; az utóbbi két hét alatt 300 000 példányban kelt el.

... 1963-ban egy időben egyszerre három albumuk volt a Billboard legkelendőbb lemezek listáján az első hat között, miután ők lettek a folk újjáéledési mozgalom legnagyobb sztárjai.

Az If I Had a Hammer általuk feldolgozott változata a faji egyenlőség himnuszává vált, csakúgy mint Bob Dylan Blowin’ in the Wind című dala, amelyet az 1963. augusztusi washingtoni felvonuláson is előadtak.
Az együttes 1970-ben feloszlott, és Travers szólókarrierbe kezdett. Öt albumot vett fel: Mary (1971), Morning Glory (1972), All My Choices (1973), Circles (1974) és It's in Everyone of Us (1978). Az együttes 1978-ban újjáalakult, hosszasan turnézott és számos új albumot adott ki. A Vocal Group Hall of Famebe 1999-ben kerültek be.

## Magánélete
Travers első három házassága válással ért véget. Túlélte őt negyedik férje, Ethan Robbins restaurátor (akivel 1991-ben házasodott össze); két lánya, a floridai Naples-ben élő Erika Marshall (szül. 1960) és a connecticuti Greenwichben élő Alicia Travers (1965); féltestvére John Travers; testvére, a kaliforniai Oaklandben élő Ann Gordon; valamint két unokája. Travers a connecticuti kisvárosban, Reddingben élt.

## Halála
2005-ben leukémiát diagnosztizáltak nála. Bár egy csontvelő-transzplantáció láthatóan lassította a betegség előrehaladását, Travers 2009. szeptember 16-án, a Danbury Kórházban meghalt, a kemoterápia nyomán fellépő komplikációk miatt. 72 éves volt.

## Szóló lemezei
- Mary , Warner Bros. Records 1971
- Morning Glory , Warner Bros. Records., 1972
- All My Choices , Warner Bros. Records., 1973
- Circles , Warner Bros. Records., 1974
- It's In Everyone of Us , Chrysalis, 1978

## Fordítás
- Ez a szócikk részben vagy egészben a Mary Travers című angol Wikipédia-szócikk ezen változatának fordításán alapul.  Az eredeti cikk szerkesztőit annak laptörténete sorolja fel. Ez a jelzés csupán a megfogalmazás eredetét és a szerzői jogokat jelzi, nem szolgál a cikkben szereplő információk forrásmegjelöléseként.